# Самонья
Самонья́ (фр. Samognat) — коммуна во Франции, находится в регионе Рона — Альпы. Департамент — Эн. Входит в состав кантона Изернор. Округ коммуны — Нантюа.
Код INSEE коммуны — 01392.

## География
Коммуна расположена приблизительно в 380 км к юго-востоку от Парижа, в 80 км северо-восточнее Лиона, в 28 км к востоку от Бурк-ан-Бреса.
По территории коммуны протекает река Уаньен, приток реки Эн.

## Климат
Климат полуконтинентальный с холодной зимой и тёплым летом. Дожди бывают нечасто, в основном летом.

## Население
Население коммуны на 2010 год составляло 718 человек.
| 1962 | 1968 | 1975 | 1982 | 1990 | 1999 | 2010 |
| ---- | ---- | ---- | ---- | ---- | ---- | ---- |
| 110  | 119  | 156  | 238  | 285  | 421  | 718  |

## Администрация
| Период | Период | Фамилия          | Партия | Примечания |
| ------ | ------ | ---------------- | ------ | ---------- |
| 1995   | 2001   | Жан-Морис Бруайе |        |            |
| 2001   | 2014   | Анни Эскода      |        |            |

## Экономика

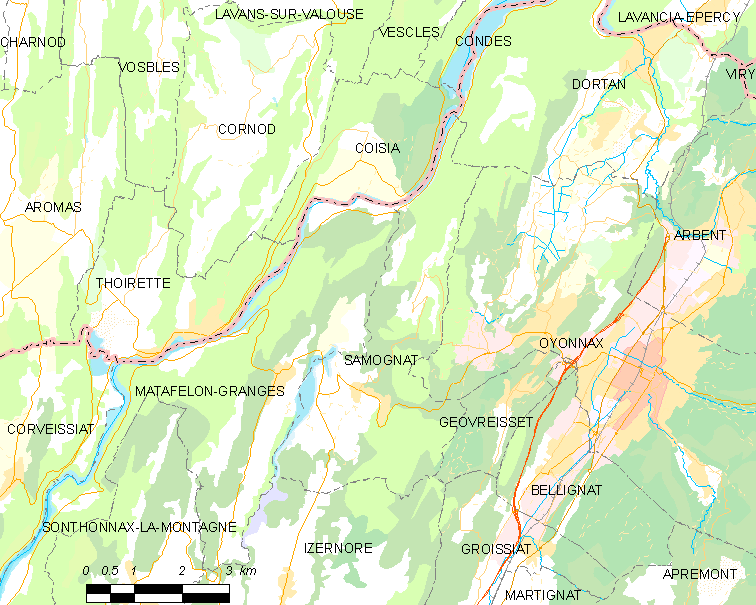
Карта коммуны

В 2010 году среди 459 человек трудоспособного возраста (15—64 лет) 389 были экономически активными, 70 — неактивными (показатель активности — 84,7 %, в 1999 году было 77,2 %). Из 389 активных жителей работали 370 человек (201 мужчина и 169 женщин), безработных было 19 (4 мужчин и 15 женщин). Среди 70 неактивных 30 человек были учениками или студентами, 27 — пенсионерами, 13 были неактивными по другим причинам.